# Российский музей леса
Российский музей ле́са — музей в Москве, федеральное бюджетное учреждение в системе научного-просветительского обеспечения Федерального агентства лесного хозяйства.

## Описание
Создан в 1998 году в соответствии с Постановлением Правительства РФ, открытие было приурочено к 200-летию создания в России Лесного департамента.
Музей был размещён в специально построенном для него здании, реконструирующем ранее существовавший и утраченный при пожаре особняк XIX века.
Музей позиционируется как естественнонаучный и многоплановый: биологический, исторический, этнографический, отраслевой.
Фонд музея по состоянию на 2018 год насчитывает 18993 единиц хранения, из них 5094 предметов основного фонда, экспозиционно-выставочная площадь составляет 580 м². В числе наиболее интересных коллекций — 876 образцов древесины древесных и кустарниковых пород и 22 образца срезов деревьев с места падения Тунгусского метеорита.
В 2018 году музей посетили около 11 тысяч человек.

## Экспозиции
- «Храм леса» — воссоздаёт участок леса с типичным растительным и животным сообществом;
- «Русь деревянная» — часть стены деревянной избы и предметы крестьянского быта, изготовленные из дерева;
- «Государево око» — рассказывает об истории управления лесным хозяйством в России;
- «Дары леса» — посвящён съедобным и лекарственным растениям, растущим в лесу.
- «Кольца времени» — посвящён эволюции древесных растений и определению их возраста по годичным кольцам;
- «Наука и образование»
- «Лесоустройство»
- «Лесовосстановление»
- «Лесозащита»
- «Охрана лесов от пожаров»